# Dan Mitrione
 (janvier 2010).
Si vous disposez d'ouvrages ou d'articles de référence ou si vous connaissez des sites web de qualité traitant du thème abordé ici, merci de compléter l'article en donnant les références utiles à sa vérifiabilité et en les liant à la section « Notes et références ».
Dan Mitrione (4 août 1920 - 10 août 1970) est un policier américain et un agent du FBI, qui a  coopéré avec la police de divers pays latino-américains en partageant son expérience dans le domaine de la torture. Il surveille l'entraînement de policiers étrangers aux États-Unis, tout cela dans le contexte de la Guerre froide. Il est enlevé et exécuté par le mouvement révolutionnaire Tupamaros, à Montevideo en Uruguay, en 1970.

## Formation
Mitrione est d'abord policier dans l'Indiana de 1945 à 1947, et rejoint le FBI en 1959. En 1960, il est assigné à l'International Cooperation Administration du département d'État, qui l'envoie en Amérique latine pour qu'il y donne diverses leçons de "techniques avancées de contre-insurrection". C'est ainsi que débute sa deuxième vie, secrète, celle d'expert en torture.

## Travail au Brésil et en Uruguay
De 1962 à 1967, il est envoyé au Brésil et travaille avec la police brésilienne. Les emprisonnements sans procès, la torture et les exécutions d'opposants politiques y deviennent monnaie courante, notamment après le coup d'état de 1964 contre le gouvernement progressiste de Joao Goulart. En 1965, il est en République dominicaine lors du débarquement des Marines américains qui renversent le gouvernement légal. Il revient aux États-Unis en 1967, à Washington, à l'USAID, pour y partager son expérience et son expertise d'anti-guérilla. En 1969, il débarque en Uruguay cette fois, toujours, sous l'USAID, afin de superviser l'Office de Sûreté Publique.
Depuis quelques années alors, le gouvernement uruguayen devait faire face à une économie chancelante, à des grèves ouvrières et des mouvements étudiants, ainsi qu'à la guérilla urbaine des Tupamaros, un groupe révolutionnaire hautement sophistiqué et bénéficiant d'une large faveur populaire. L'OPS aidait la police locale depuis 1965, lui offrant entraînement et armes. La torture était, selon toutes vraisemblances, déjà employée dans les années 1960, mais l'arrivée de Mitrione aurait eu pour conséquence son utilisation à grande échelle. On lui attribue d'ailleurs souvent la citation suivante: "The precise pain, in the precise place, in the precise amount, for the desired effect" (la douleur juste, à l'endroit juste, en quantité juste, pour l'effet désiré).

## Enlèvement et assassinat
Alors que l'emploi de la torture s'amplifie et les tensions en Uruguay montent, les Tupamaros enlèvent Dan Mitrione le 31 juillet 1970, à Montevideo. Il est interrogé sur ses activités secrètes, puis, dans les jours qui suivent, de longues négociations ont lieu avec le gouvernement autoritaire de Jorge Pacheco Areco pour échanger sa libération contre celle de militants Tupamaros emprisonnés. Finalement, après l'arrestation de plusieurs dirigeants importants du mouvement, le gouvernement rompt les négociations et, malgré l'opposition de certains dirigeants Tupamaros, dont Mauricio Rosencof, Mitrione est exécuté le 10 août (cet épisode de la lutte armée des Tupamaros a inspiré le film de Costa-Gavras État de siège).

## Funérailles
À l'époque de sa mort, il est marié et père de neuf enfants. Il reçoit des funérailles très médiatisées aux États-Unis. David Eisenhower, fils de l'ex-président Dwight Eisenhower, et le secrétaire d'état sous Richard Nixon, William P. Rogers, y assistèrent entre autres, alors que Frank Sinatra et Jerry Lewis organisèrent un concert au profit de sa famille, à Richmond. Il fut qualifié, notamment, d'homme dont le "service dévoué à la cause du progrès pacifique dans un monde ordonné demeurera un exemple pour tous les hommes libres" par Ron Ziegler, porte-parole de la Maison-Blanche, ainsi que de "grand humaniste" par sa fille Linda.
Cela n'a pas empêché les faits concernant ses activités de faire surface en Occident, notamment par l'entremise de l'agent double cubain Manuel Hevia Cosculluela. Aujourd'hui, bien que peu familier pour une grande majorité d'Américains, il reste un acteur très controversé de la Guerre froide.

## Cinéma
- Dans État de siège (1972) de Costa-Gavras, le personnage de Santore, joué par Yves Montand, est inspiré de celui de Mitrione.

## Compléments d'information
- Clara Aldrighi, La intervención de los Estados Unidos en Uruguay (1965-1973), t. 1, El caso Mitrione, Montevideo, Trilce, 2007
- William Blum, Les Guerres Scélérates, Les interventions de l'armée américaine et de la CIA depuis 1945,  (ISBN 2-84190-116-5)
- Costa-Gavras, État de siège, 1972